# Холоу Крик (Кентаки)
Холоу Крик (енгл. Hollow Creek) град је у америчкој савезној држави Кентаки.

## Демографија
По попису из 2010. године број становника је 783, што је 32 (-3,9%) становника мање него 2000. године.
| Група             | 2000.       | 2010.       |
| Белци             | 762 (93,5%) | 722 (92,2%) |
| Афроамериканци    | 37 (4,5%)   | 40 (5,1%)   |
| Азијати           | 0 (0,0%)    | 8 (1,0%)    |
| Хиспаноамериканци | 4 (0,5%)    | 6 (0,8%)    |
| Укупно            | 815         | 783         |